# Alex Walmsley
Pour les articles homonymes, voir Walmsley.

a Compétitions nationales et continentales officielles uniquement.

b Matchs officiels uniquement.
Alex Walmsley, né le 10 avril 1990 à Dewsbury (Angleterre), est un joueur de rugby à XIII anglais évoluant au poste de pilier. Il fait ses débuts professionnels avec les Bulldogs de Batley avant de rejoindre St Helens en Super League
Il a également été appelé en sélection d'Angleterre dans le cadre de la Coupe du monde 2017 avec laquelle il est finaliste.

## Palmarès
- Collectif :
  - Vainqueur de la Super League : 2014, 2019, 2020, 2021 et 2022 (St Helens).
  - Vainqueur de la Challenge Cup : 2021 (St Helens).
  - Finaliste de la Coupe du monde : 2017 (Angleterre).
  - Finaliste de la Challenge Cup : 2019 (St Helens).

- Individuel :
  - Nommé dans l'équipe type de Super League : 2015, 2020, 2021 et 2022 (St Helens).

### En sélection

#### Coupe du monde
| Édition        | Rang      | Résultats pays | Résultats Walmsley | Matchs Walmsley |
| -------------- | --------- | -------------- | ------------------ | --------------- |
| Australie 2017 | Finaliste | 4 v, 0 n, 2 d  | 4 v, 0 n, 1 d      | 5/6             |

### Détails en sélection
| 1. | 26 octobre 2019  | Tonga                | 6-14  | Amical | Remplaçant | 0 | 0 | 0 | 0 |
| 2. | 2 novembre 2019  | Nouvelle-Zélande     | 8-12  | Amical | Remplaçant | 0 | 0 | 0 | 0 |
| 3. | 9 novembre 2019  | Nouvelle-Zélande     | 8-23  | Amical | Remplaçant | 0 | 0 | 0 | 0 |
| 4. | 16 novembre 2019 | Papouas.-Nlle-Guinée | 10-28 | Amical | Remplaçant | 0 | 0 | 0 | 0 |